# 懷翠里
25°01′54″N 121°28′55″E / 25.0317962°N 121.4820368°E
懷翠里為台灣新北市板橋區下之一里，位於板橋區東北端，與萬華華江里隔景美溪相遙望。面積約0.6815平方公里。昔時江子翠地區，該里於1985年12月13日由青翠里分出。里內有華江碼頭。